# Orthobula trinotata
Orthobula trinotata là một loài nhện trong họ Phrurolithidae.
Loài này thuộc chi Orthobula. Orthobula trinotata được Eugène Simon miêu tả năm 1896.